# 11430 Lodewijkberg
11430 Lodewijkberg là một tiểu hành tinh vành đai chính với chu kỳ quỹ đạo là 1195.5383307 ngày (3.27 năm). Nó được đặt theo tên astronaut Lodewijk van den Berg.
Nó được phát hiện ngày 17 tháng 10 năm 1960.